# Lars Kehl
Lars Kehl (* 8. April 2002 in Hofstetten (Baden)) ist ein deutscher Fußballspieler. Der Mittelstürmer steht zur Saison 2023/24 beim VfL Osnabrück unter Vertrag.

## Karriere

### Verein
Nach seinen Anfängen in der Jugend des SC Hofstetten und des Offenburger FV wechselte er im Sommer 2012 in die Jugendabteilung des SC Freiburg. Für seinen Verein bestritt er 24 Spiele in der B-Junioren-Bundesliga und 25 Spiele in der A-Junioren-Bundesliga, bei denen ihm insgesamt drei Tore gelangen. Im Sommer 2021 wurde er in den Kader des SC Freiburg II in der 3. Liga aufgenommen. Dort kam er auch zu seinem ersten Einsatz im Profibereich, als er am 26. Juli 2021, dem 1. Spieltag, beim 0:0-Heimunentschieden gegen den SV Wehen Wiesbaden in der Startformation stand. Aufsteiger VfL Osnabrück verpflichtete Kehl ab der 2. Bundesliga-Saison 2023/24. Dies gab der Verein Ende Mai 2023 bekannt.

### Nationalmannschaft
Kehl bestritt in den Jahren 2018 und 2019 insgesamt 15 Spiele für die deutsche U17-Nationalmannschaft, bei denen ihm zwei Tore gelangen. Er gehörte dem Kader der deutschen Mannschaft bei der U-17-Europameisterschaft 2019 an. Die Mannschaft schied nach Niederlagen gegen Italien und Spanien bereits in der Vorrunde aus.